# Асанов, Айдер
Айдер Асанов (6 ноября 1928, Бахчисарай, Крымская АССР — 25 мая 2019, Бахчисарай) — крымский мастер сканых (филигранных) дел (сканщик). Заслуженный мастер народного творчества Украины (2009).

## Биография
Родился в 1928 году в Бахчисарае РСФСР, семье потомственных ювелиров. Его отец — Абдулмеин-эфенди, работал в известной и почитаемой ювелирной артели «Къуюмджы», стал наставником в изучения традиционного крымскотатарского искусства филиграни. С 9 лет помогал отцу, на практике постигая секреты непростого мастерства, накопленные поколениями, и готовился стать преемником и продолжателем семейных традиций.
В 1944 году, во время депортации крымских татар, их семья была выселена в Узбекистан. Там, в 16-летнем возрасте Айдер агъа стал учеником токаря на Ташкентском моторно-ремонтном заводе, а через три года удалось подать документы для поступления на отдел живописи Ташкентского художественного училища имени Бенькова. Но материальное положение семьи не позволило окончить обучение в этом заведении. После вечернего отделения электромеханического техникума
, как специалист по холодной обработке металлов, он был направлен в Голодную степь в город Мирзачуль на испытательный ремонтно-механический завод, где работал вплоть до 1989 года — сначала мастером, а затем начальником цехов.
В 1990 году Айдер агъа возвращается в Крым, в село Красногорка Ленинского района. Но только через 10 лет он, наконец, смог вернуться к любимому делу. А в 2000 году с помощью общества «Возрождение Крыма» создается центр по возрождению народных ремесел, где открывается мастерская USTA.
Скончался 25 мая 2019 года в Бахчисарае.

## Мастерские USTA
Первые занятия по обучению искусству скани (филиграни) начал проводить в 2000 году. При содействии общества «Возрождение Крыма», Айдер агъа приобрел необходимые инструменты и каждую неделю в выходные дни на собственном автомобиле приезжал из села Красногорка в Бахчисарай (около 200 км) для проведения занятий в здании по улица Речная, дом № 125, недалеко от дома, где родился.
Позже при содействии Милли Меджлиса и финансовой поддержке TIKA ему был выкуплен дом в городе Бахчисарае, а затем TIKA предоставило специальный грант на приобретение материалов и инструментов для обучения 10-ти учеников.
В течение 11 лет мастер воспитал 20 учеников.